# The Writer
"The Writer" é uma canção da artista musical inglesa Ellie Goulding contida em seu álbum de estreia Lights (2010). Foi composta por Goulding e John Fortis, sendo produzida por Starsmith. A faixa foi lançada como quarto single do disco em 8 de agosto de 2010.

## Faixas e formatos
| Extended play (EP) digital do Reino Unido |                                        |         |  |
| N.º                                       | Título                                 | Duração |  |
| 1.                                        | "The Writer"                           | 4:14    |  |
| 2.                                        | "The Writer" (acústico)                | 4:12    |  |
| 3.                                        | "The Writer" (Alan Braxe Remix)        | 6:05    |  |
| 4.                                        | "The Writer" (Friend's Electric Remix) | 3:50    |  |

## Desempenho nas tabelas musicais

### Posições
| Tabela musical (2010)          | Melhor posição |
| ------------------------------ | -------------- |
| Reino Unido - UK Singles Chart | 19             |